# サイクロバクター・セレー
サイクロバクター・セラー（Psychrobacter celer）、プロテオバクテリア門ガンマプロテオバクテリア綱シュードモナス目モラクセラ科サイクロバクター属の種の一つであり、グラム陰性、非胞子形成性、非運動性でわずかに好塩性の真正細菌である。韓国の南海から分離された。